# シチェルバーシェンツィ
シチェルバーシェンツィ（ウクライナ語：Щерба́шенці；意訳：「シチェルバーの村」）は、ウクライナのキエフ州ビーラ・ツェールクヴァ地区にある村。1775年にシチェルバーというコサックによって創建された。面積は約3.8km²（2005年）。人口は607人（2005年）。